# Kazachstánský cestovní pas

Informační stránka kazachstánského pasu

Kazachstánský cestovní pas je dokument vydávaný občanům Kazachstánu za účelem usnadnění mezinárodního cestování. V Kazachstánu jsou občané povinni nosit kazachstánský občanský průkaz, na kterou lze cestovat i do Ruska, Kyrgyzstánu a Albánie. Kazachstánské ministerstvo spravedlnosti začalo vydávat biometrické pasy 5. ledna 2009.

## Vízové požadavky

Vízové požadavky pro držitele kazachstánského pasu